# ベレニケ3世
ベレニケ3世フィロパトル（希: Βερενίκη Γ' Φιλοπάτωρ、ラテン文字表記：Berenícē III Philopátōr）、別名クレオパトラ・ベレニケ（Cleopatra Berenice、紀元前120年 - 紀元前80年）は、古代エジプト、プトレマイオス朝のファラオ・女王（在位：紀元前101年 - 紀元前80年）。父はプトレマイオス9世。母はクレオパトラ5世セレネと言われる。プトレマイオス10世の姪・妻。その後、プトレマイオス11世の妻となる。

## 生涯
紀元前101年、プトレマイオス10世は母クレオパトラ3世を暗殺、兄プトレマイオス9世と和解し、兄の娘ベレニケ3世と結婚した。10世との子がプトレマイオス11世とされる。
紀元前88年に10世が死去すると、父プトレマイオス9世が復位したが、彼女が父と共に統治に当たったのかは不明確である（父と結婚して共同統治したとの説あり）。
紀元前81年、プトレマイオス9世が死去すると、ベレニケ3世は単独統治者となった。しかし翌年、ローマの支援を得たプトレマイオス11世が帰国し、ベレニケ3世と強引に結婚し即位した。結婚の19日後、彼女はプトレマイオス11世に暗殺されたが、彼もベレニケ殺害に怒ったアレクサンドリア市民の暴動で殺害された。これにより、プトレマイオス朝の直系は断絶した。